# Phytodrymadusa variicercis
Phytodrymadusa variicercis is een rechtvleugelig insect uit de familie sabelsprinkhanen (Tettigoniidae). De wetenschappelijke naam van deze soort is voor het eerst geldig gepubliceerd in 1937 door Veltishchev.